# Orthophytum gurkenii
Orthophytum gurkenii är en gräsväxtart som beskrevs av Hutchison. Orthophytum gurkenii ingår i släktet Orthophytum och familjen Bromeliaceae. Inga underarter finns listade i Catalogue of Life.

## Bildgalleri

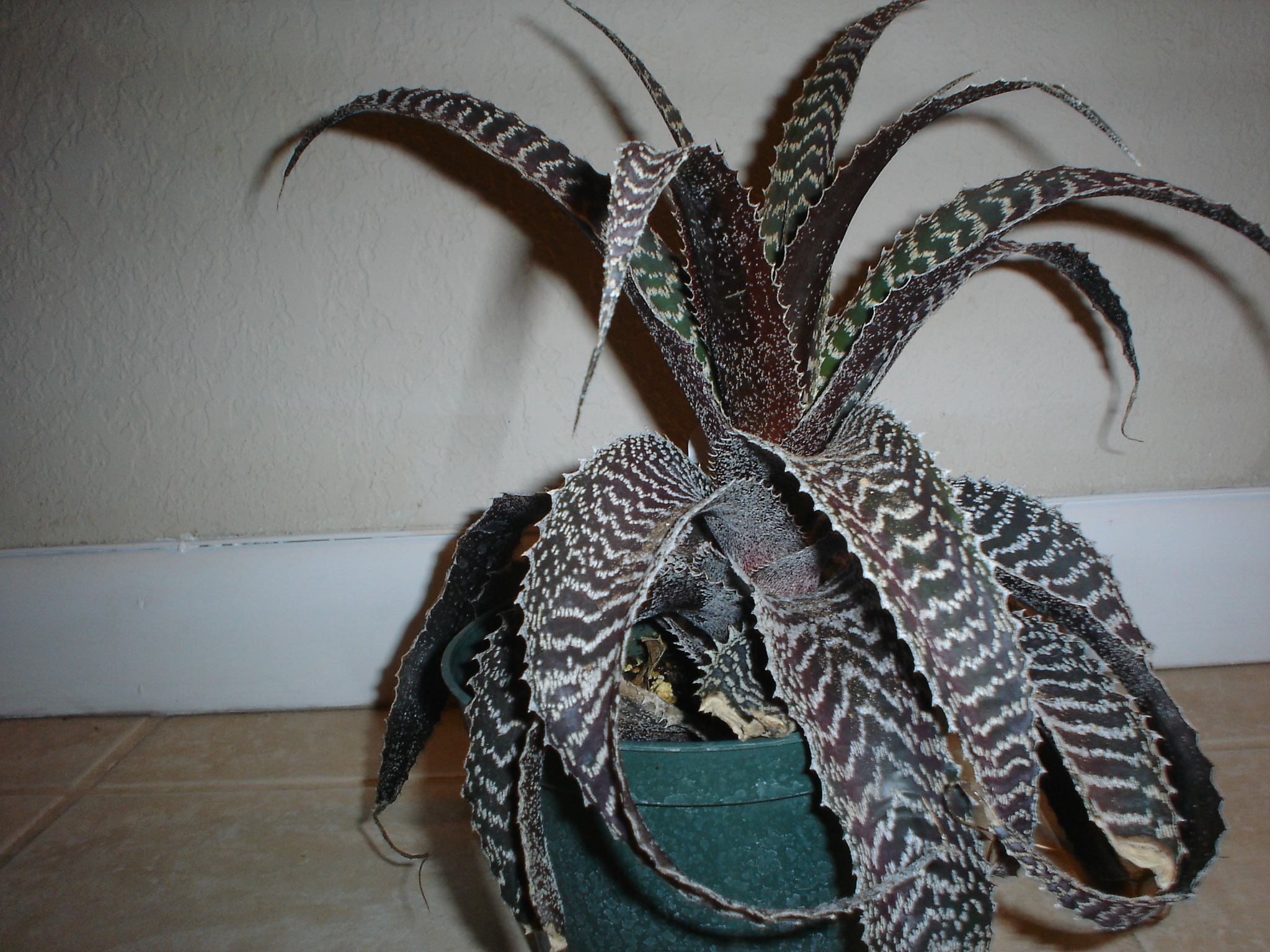
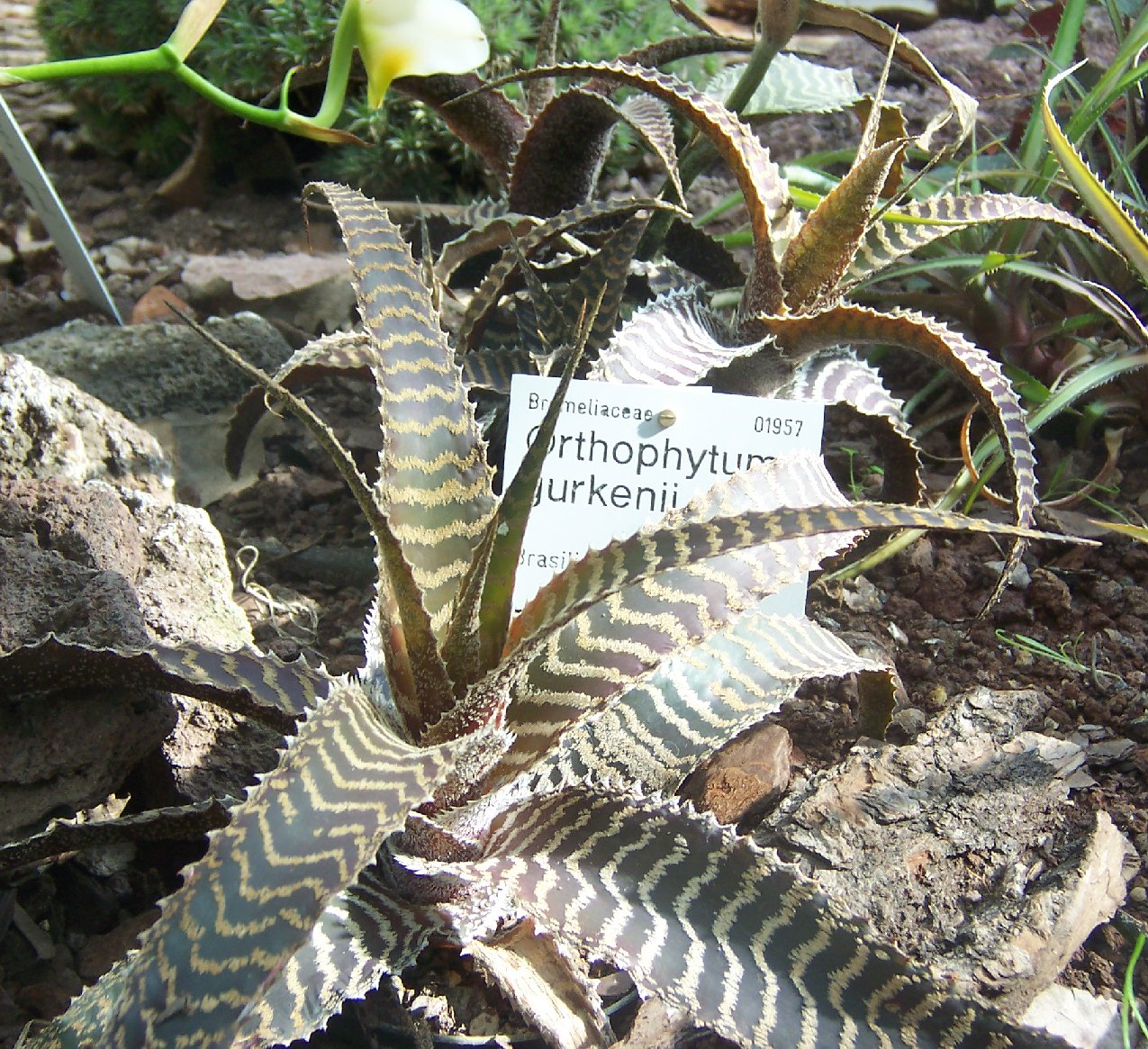